# Скрізь Майдан (фільм, 2015)
«Скрізь Майдан» — український документальний фільм режисерки Катерини Горностай. Українська прем'єра відбулася 23 березня 2015 року на Міжнародному фестивалі документального кіно про права людини «Docudays UA», де фільм здобув спеціальний приз імені Андрія Матросова від організаторів фестивалю.

## Опис
Фільм «Скрізь Майдан» — це документальна і водночас лірична розповідь про події на Євромайдані у Києві зимою 2013—2014 років.
В час, коли розпочався Євромайдан, молода режисерка Катерина Горностай завершила навчання в школі документального кіно Марини Разбєжкіної і Михайла Угарова в Москві. Під час навчання не відчувалося, що в Україні станеться революція. Але коли вона почалася — жити там стало набагато важче. Повернення додому в епіцентр революційних подій стало основою для стрічки «Скрізь Майдан».
На Майдані Катерина знімала багато фото та відео, скоріше — як спробу переживати ці непрості події, а не з метою втілити це в конкретному творі. Проте, коли з боку ініціативної групи Docudays UA їй було запропоновано взяти участь у створенні колективного кіно про події на Майдані — вона одразу долучилася. Так з'явилася стрічка «Євромайдан. Чорновий монтаж», куди увійшли дві новели Катерини Горностай — «Зуби Леніна» та «Мирний протест Маші».
Але відзнятого матеріалу виявилось настільки багато, що виникла ідея створити свій власний фільм про буремні події революційної зими. Є кілька способів виготовлення таких фільмів, вважає Катерина Горностай. Наприклад, фільм «Майдан» Сергія Лозниці — це епічна картина, яка наче «величезне панно — там три плани, які ти можеш розглядати. Там нема героя, це просто площа». Героєм цієї картини є вся людська маса, народ. Фільм «Євромайдан. Чорновий монтаж» — це «історія-альманах, кожен шматочок — нова історія. Це дає багатосторонність».
«А є історія, яку знімали знайомі з моєї школи. У них був один герой, якого вони проводили через всі події революції, який це все транслював».
Навчаючись у Школі документального кіно і театру Марини Розбєжкіної та Михайла Угарова Катерина Горностай, серед іншого, освоювала вміння ставати «четвертою стіною»: впроваджуватися в життя свого героя. У своєму фільмі «Скрізь Майдан» вона спробувала знайти такого героя, який став би свого роду провідником через події на Майдані. Але, як стверджує Катерина, така історія в неї не вийшла. «А вийшло кіно про тотальну загубленість на цій площі».
Проте, в цьому фільмі Катерини Горностай віднайшла свою творчу знахідку: масштабні події Революції гідності показано крізь призму особистостей і життя людей, близьких Катерини. Цей стиль яскраво характеризує творче обличчя авторки.
Революція — не заради революції, а заради життя — ось основна ідея фільму. Майдан — повсюди, а отже — все життя пронизане революційними змінами, вони помітні, попри тривожні почуття, якими просякнута атмосфера, в якій живуть герої фільму.

## Визнання
| Список нагород та номінацій                                               | Список нагород та номінацій | Список нагород та номінацій                               | Список нагород та номінацій | Список нагород та номінацій | Список нагород та номінацій |
| Кінопремія                                                                | Дата церемонії              | Категорія                                                 | Номінант(и)                 | Результат                   | Дж                          |
| ------------------------------------------------------------------------- | --------------------------- | --------------------------------------------------------- | --------------------------- | --------------------------- | --------------------------- |
| Міжнародний фестиваль документального кіно про права людини «Docudays UA» | 26.03.2015                  | Приз імені Андрія Матросова від організаторів Docudays UA | Скрізь Майдан               | Перемога                    | [ 2 ]                       |